# Trabant
Trabant foi um automóvel produzido pela VEB Sachsenring Automobilwerke, em Zwickau, na antiga Alemanha Oriental, por 34 anos, entre 1957 e 1991.
O Trabant (satélite, em alemão) ou Trabi, como era carinhosamente chamado pelos alemães, tinha uma carroceria de plástico, reforçado com fibras de madeira e restos de tecido e algodão, que era similar a fibra de vidro, mas de fabricação mais barata e viável para larga escala, mas não era reciclável, o que resultou em um problema nos anos 90 quanto ao seu descarte: a falta de opções para eliminação das carrocerias. O problema acabou exigindo o desenvolvimento de um fungo específico para essa função. Entre 2009 e 2010, quando o governo alemão ofereceu um bônus para quem trocasse seu carro antigo por um modelo mais atual (e menos poluente), no total, 1.819 Trabants foram descartados por seus proprietários, alguns chegaram a virar canteiro de flores.
Um detalhe importante era que não se deveria forçar a sua carroceria, pois como era de fibra, se caso colocasse uma carga além de sua capacidade, ele literalmente partia em dois, revelando a obsolência do carro e como se evitava gastar, evidentemente, em uma sociedade socialista, com bens de consumo como era o caso do automóvel. Uma curiosidade: quando o muro de Berlim caiu em 1989, os donos dos Trabants os deixavam abandonados nas ruas, pois ao verem como eram atrasados, rejeitavam-nos. Outros aproveitaram o clima da reunificação e cruzaram o muro de Berlim a bordo dos seus Trabis, fazendo com que essas imagens corressem o mundo e o Trabant acabou para sempre associado à queda do Muro e à reunificação da Alemanha. Alguns modelos foram decorados com vários símbolos que remetem a isso: uma bandeira da Alemanha, pedaços do Muro de Berlim, placas da antiga Alemanha Oriental e uma pintura que homenageia a abertura da fronteira, em novembro de 1989.
O desempenho não era o forte do Trabant, que atingia uma velocidade máxima de 100 km/h e acelerava de 0 a 80 em 20 s, apesar de pesar apenas 615 kg. Por outro lado, fazia cerca de 11 km/l na cidade e 14 na estrada. Em seu ritmo lento, naturalmente. É considerado um dos piores carros já fabricados. Comenta-se que uma empresa norte-americana adquiriu os direitos de produção e tenha planos para relançá-lo, com desenho e mecânica atualizados, em uma fábrica no Uzbequistão. Muitos proprietários gostam de mexer nos seus Trabants. Alguns "envenenam" seu modelo com um motor moderno e mais potente, para atender às normas de emissões de gases – o que, claro, não se pode esperar do motor original. Além disso, o escapamento do Trabi não tinha filtro.
Estima-se que existam hoje cerca de 200 mil Trabants em circulação, cobiçados por colecionadores de todo o mundo. O Trabi permanece como o maior símbolo da extinta DDR e de tudo que ela representou. O fim do singelo automóvel coincide com o fim da guerra fria e da divisão bipolar do mundo. Hoje, ele é um marco desse tempo que passou, um tempo que ficou para trás quando sopraram os ventos da mudança. Ainda hoje é possível encontrar Trabants rodando pela Europa. Em Berlim, é possível fazer um tour pela cidade a bordo desse simpático automóvel. A simpatia pelo Trabi não tem fronteiras e grupos de admiradores se reúnem para encontros principalmente nos países do leste europeu. Quando o Muro de Berlim caiu, muitas pessoas disseram que o Trabant desapareceria das ruas da Alemanha em poucos anos. Mais de 25 anos depois, ainda há 32 mil registrados, tornando-se um modelo cult, principalmente entre jovens, estudantes e aficcionados por automóveis. Muitos dos novos proprietários pintaram seus carros nas cores mais variadas e berrantes.

## Histórico[3]

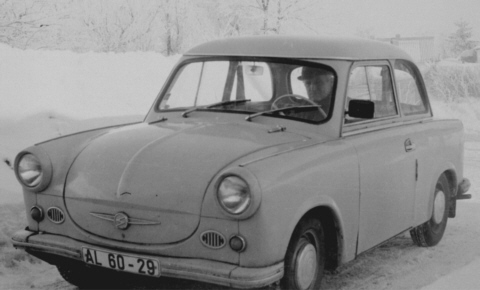
Um Trabant P50.

Em 1957 foi produzido o primeiro Trabant, o P50, com um modesto motor de 500 cc. De modo geral, o estilo mudou pouco até os últimos dias do P60, em 1967.

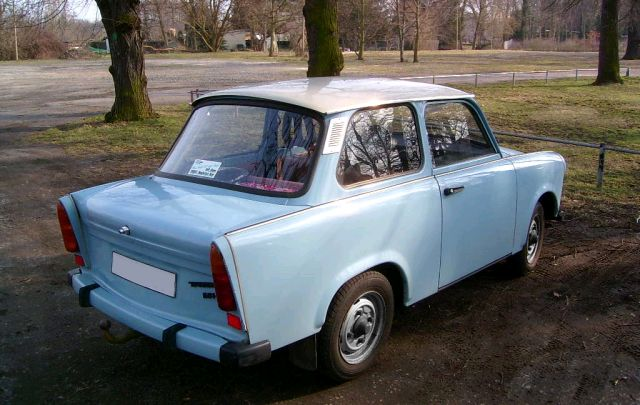
Um Trabant P60.

Em 1962 vinha a primeira evolução, o P60, com motor ampliado para 594 cc. Dois anos depois era lançado o P601, com alterações apenas estéticas na dianteira e na traseira, que o tornaram mais retilíneo. Desse modelo surgiu o jipe Tramp, similar ao Volkswagen Kübelwagen, com versões civil e militar.
Nas décadas seguintes, o Trabant receberia ligeiros aprimoramentos, como um sistema elétrico de 12V, freios mais eficientes e uma melhor relação de óleo a ser adicionado ao combustível. Muitas mudanças eram aplicadas aos modelos antigos, que se viam "reciclados" para mais algum tempo de serviço.
Em 1988, pouco antes da queda do muro de Berlim, a Sachsering tentou modernizá-lo, e passou a utilizar o motor de quatro cilindros com quatro tempos e 1,1 litro do Volkswagen Polo. Outras tentativas já haviam sido feitas por usuários, algumas com motor do Fiat 128. Além disso, foram colocados freios a disco nas rodas dianteiras.
Após a abertura do mercado, o carro não resistiu à concorrência com os modelos ocidentais. Às exatas 14h51 do dia 30 de abril de 1991 era encerrada a produção do Trabant, depois de um total de 3.069.099 unidades vendidas não só em países socialistas, como também na Holanda e Bélgica, por exemplo.
A empresa foi privatizada em 1994, após a reunificação da Alemanha, e salva da extinção pelos irmãos Ulf e Ernest-Wilhelm Rittinghaus, que a tornaram lucrativa. Atualmente, a Sachsering produz peças para Jaguar, BMW, Audi e Opel, e recentemente passou a oferecer suas ações na bolsa de valores de Frankfurt. Na época da falência, empregava oito mil funcionários, hoje apenas quinhentos.

## Os dois modelos do Trabant
O Trabant foi produzido em dois modelos principais: o primeiro deles foi o Trabant P50, também conhecido como Trabant 500, produzido entre 1957 e 1963; o segundo foi a série P60, produzida entre 1963 e 1991. As séries 500 e 600 tiveram modelos sedãs e peruas de três portas chamada Universal, com a mesma mecânica. Além da série 600 teve também uma versão conversível. Devido a baixa potência do motor (26 cv), a velocidade máxima desse automóvel era de 100 km/h.
Para que os cidadãos tivessem acesso ao Trabi, tinham que esperar até 17 anos para receber seu automóvel, além de pagar um valor de sinal e parcelar todo o restante em longos anos. Como a iniciativa privada era proibida no então país socialista, era a única opção que os alemães do Leste tinham para comprar seu próprio automóvel.
As cores do Trabant eram sempre em tons pastéis. Críticos diziam que ele já saía de fábrica com uma cara de quem ficou muito tempo na chuva. Mas a cor não era o mais importante: para seus proprietários, o Trabant significava a possibilidade de um passeio de fim de semana.

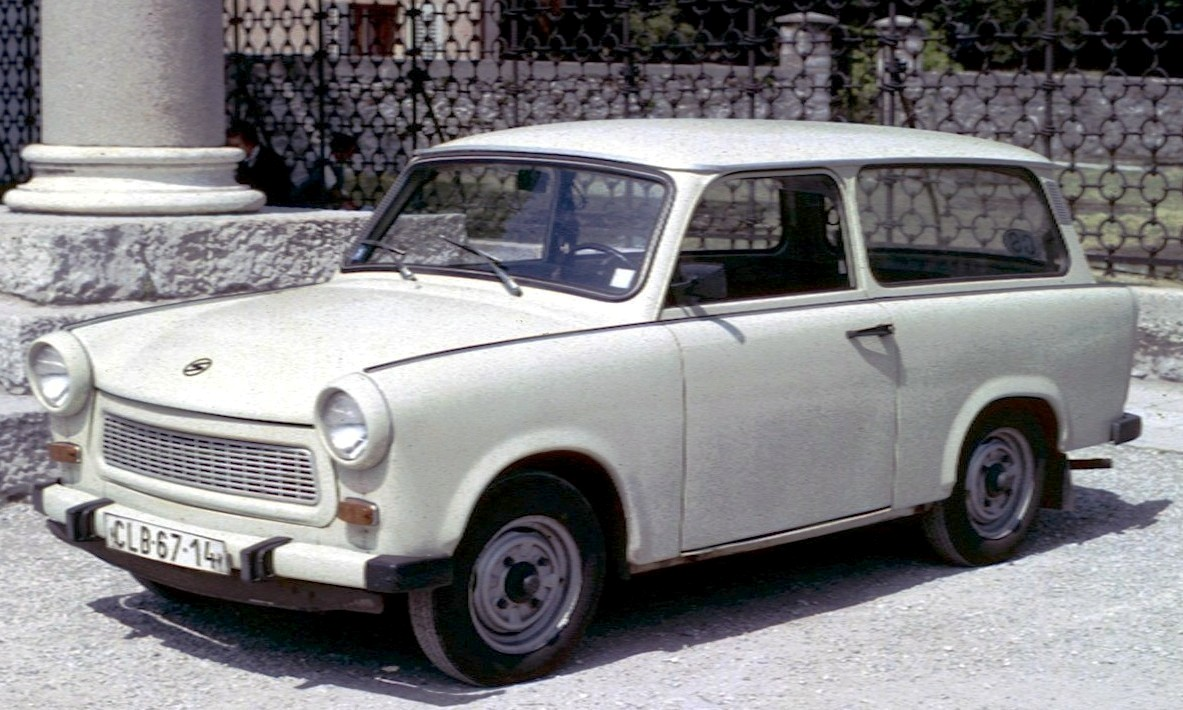
Um exemplar da versão station wagon do Trabant 601.

Os motores de todos os modelos eram de dois cilindros de dois tempos e refrigeração a ar. Mesmo com os "avanços" do último modelo (Trabant 601) o Trabi era um carro popular de extrema simplicidade. O interior era extremamente espartano e simples para baixar custos e aumentar a produção, dispensando qualquer luxo. As cores e os estofados davam um ar meio antiquado ao interior do veículo. O painel era simples, e a favor dele pode-se dizer que pelo menos o motorista não se distraía com um monte de luzes e sinais, e ao menos dedicava toda a atenção ao trânsito.
O Trabant P60 de apenas 3,37 metros de comprimento e 1,5 metro de largura usava motor de dois cilindros e dois tempos, refrigerado a ar. O motor gerava míseros 26cv de potência, apenas 6cv a mais que o anterior, e 5,3 kgfm de torque. Ele não tinha comando de válvulas, bomba de óleo, radiador ou bomba d'água. O combustível chegava ao carburador pela força da gravidade.